# Gaddbrotten
Gaddbrotten är ett skär i Åland (Finland). Det ligger i Skärgårdshavet eller Bottenhavet och i kommunen Brändö i landskapet Åland, i den sydvästra delen av landet. Ön ligger omkring 82 kilometer nordöst om Mariehamn och omkring 230 kilometer väster om Helsingfors.
Öns area är 0,3 hektar och dess största längd är 100 meter i nord-sydlig riktning. Trakten är glest befolkad. Det finns inga samhällen i närheten.